# Amazonen-Werke
Pour les articles homonymes, voir Amazone.
Amazone H. Dreyer GmbH & Co. KG (ou simplement Amazone) est un constructeur allemand de machines agricoles et pour l’entretien professionnel des espaces verts. La maison mère de la société fondée en 1883 par Heinrich Dreyer se situe à Hasbergen-Gaste près d’Osnabrück en Allemagne.
Amazone construit une large gamme de machines, incluant notamment des épandeurs d’engrais, des pulvérisateurs, des semoirs et des outils de travail du sol. Le logo est une amazone à cheval. Ce logo est orange pour les machines agricoles et vert pour les machines destinées à l’entretien des espaces verts. Les machines de la gamme agricole sont de couleurs verte et orange, celles de la gamme espaces verts sont de couleurs verte et beige.

## Origine du nom
En référence au peuple des Amazones, Heinrich Dreyer baptisa sa société « Amazone » pour souligner le côté esthétique et robuste de ses machines, telles ces héroïnes de la mythologie grecque, à la fois belles et fortes.

## Historique

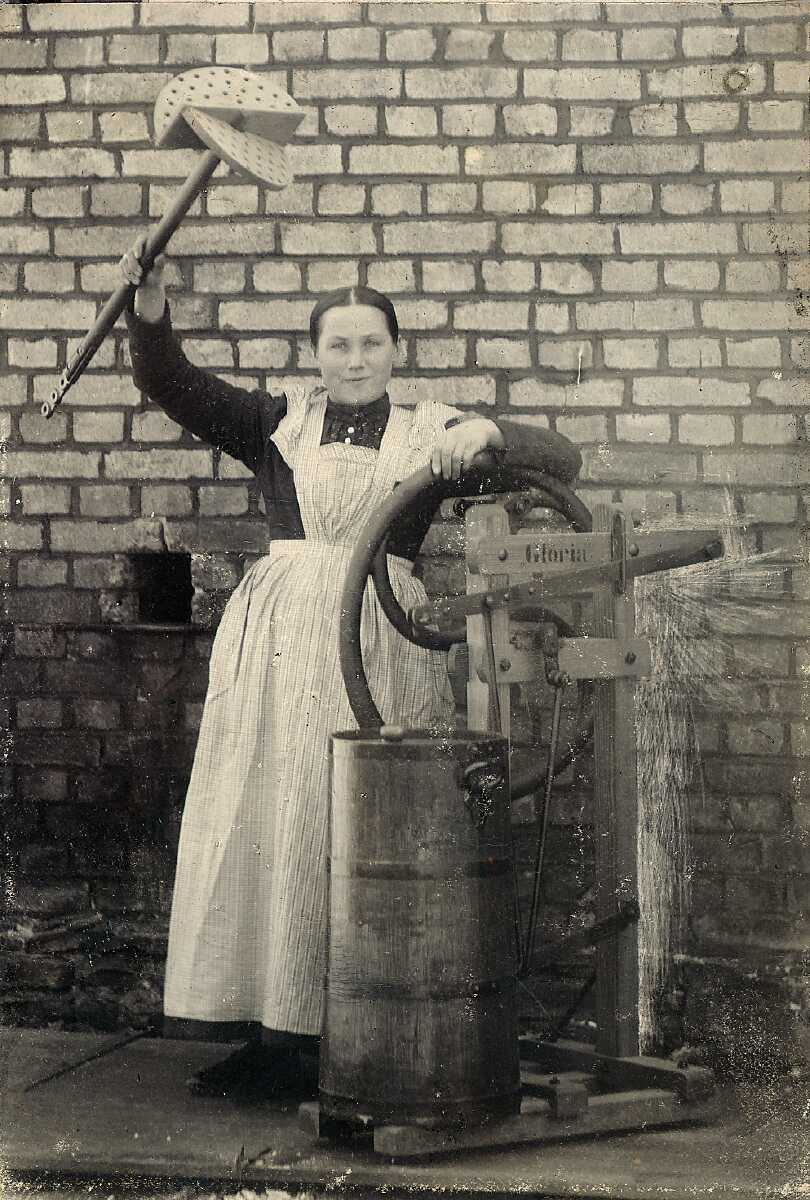
Mme Dreyer en 1902 : le premier mannequin qui posa pour Amazone.

Bien que la famille Dreyer soit impliquée dans la construction de machines agricoles depuis longtemps, Heinrich Dreyer fonde Amazone en 1883. Les premières machines construites en série sont des machines de nettoyage de grains, plus tard des cultivateurs à charrue, des trieuses de pommes de terre et en 1915 le premier épandeur d’engrais sont introduits sur le marché. Dreyer commence très tôt à exporter ses machines ; en 1906, la première nettoyeuse de grains est vendue à Valparaíso, au Chili. Il motive sa démarche par la devise « nous devons conquérir le monde ». En 1942, il commercialise la première cueilleuse de pommes de terre ; en 1949, c’est le tour des semoirs et en 1959 celui des épandeurs de fumier. Dans les années 1960, les épandeurs à double disque ZA et les semoirs D4 connaissent un vif succès, ce qui contribue à porter Amazone en pole position sur le marché de l’époque. En 1967, la société s’intéresse au labour et développe la première Amazone pour le travail du sol équipée d’un cardan, qui peut être accouplée à un semoir. Herse et cultivateur rotatif sont également inclus dans le programme. Après la réunification allemande, une multitude d’outils passifs de travail du sol sont commercialisés.

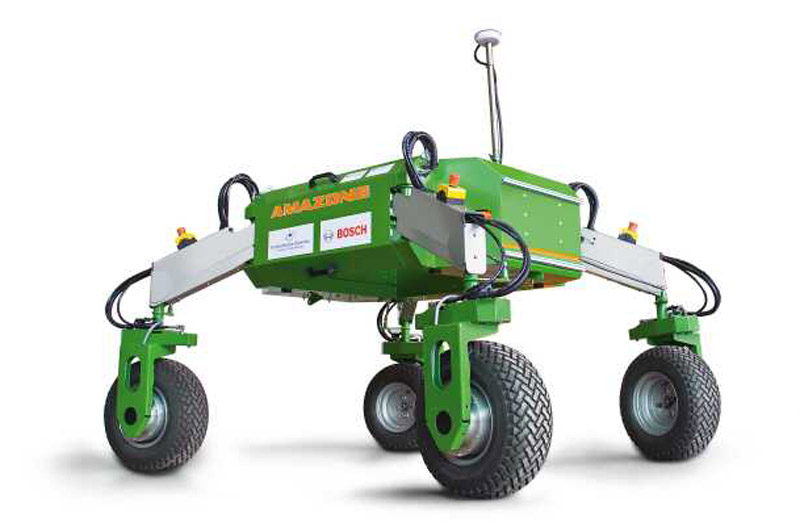
Amazone BoniRob le robot désherbeur (projet en développement).

La fondation Amazone est créée en 2008. L’année suivante, elle récompense pour la première fois de jeunes talents pour leur thèse de fin d’études dans le domaine agricole.
En 2009, une extension du stock central des pièces détachées voit le jour à Gaste, ceci double la capacité de traitement des approvisionnements de la clientèle.
Amazone commence — également en 2009 — le montage des épandeurs de très grandes tailles sur le nouveau site de Hude à Altmoorhausen et lance en parallèle le site de Leeden près de Tecklenburg pour la production de l’épandeur autoporté, le Pantera. Amazone présente « BoniRob », un robot désherbeur autonome pour l’expérimentation de la protection individuelle des plantes. Bonirob est le fruit de la collaboration entre Amazone, la faculté des sciences appliquées de l’université d’Osnabrück, la société Robert Bosch GmbH ainsi que quelques autres partenaires.

## Le présent
En janvier 2010, un nouveau hall d’essai pour les épandeurs d’engrais est construit à Hasbergen-Gaste. Ceci permet à la société de compléter ses tests d’épandage d’engrais sur une largeur de travail de plus de 72 mètres et d’étudier de nouveaux types d’engrais en fonction de leur masse et de leurs propriétés de diffusion.
Ces informations sont ensuite rapidement saisies dans la base de données des engrais créée par Amazone sur son site internet. Ainsi lorsque les utilisateurs cherchent les paramètres de réglage de leur épandeur, toutes les informations nécessaires sont facilement accessibles. Ce hall destiné aux essais est à la pointe de la technologie et unique pour une société de taille moyenne, aucun autre constructeur ne dispose d’un tel bâtiment.
Après le succès de la première édition de l’« Amatechnica : avec Amazone sur le terrain » en mai 2005, cet événement est réorganisé en septembre 2010. Clients et prospects du monde entier peuvent assister à des démonstrations de nouvelles et d’anciennes machines agricoles.
En février 2011, Amazone vend le secteur des « bâtiments de stockage » à une société nouvellement créée.

### Direction
Le groupe appartient en totalité aux deux familles Dreyer. Christian Dreyer et le docteur Justus Dreyer en sont les dirigeants de la quatrième génération. Le groupe compte environ 1 700 employés.
Le chiffre d’affaires de 2010 était d'environ 460 millions d’euros. Amazone exporte vers plus de 70 pays, la part à l’export est de 75 % (en 2012). Les clients d’Amazone sont des fermiers, des agriculteurs, des entrepreneurs de travaux agricoles, des municipalités et des partenaires de secteurs annexes.

### Sites de production

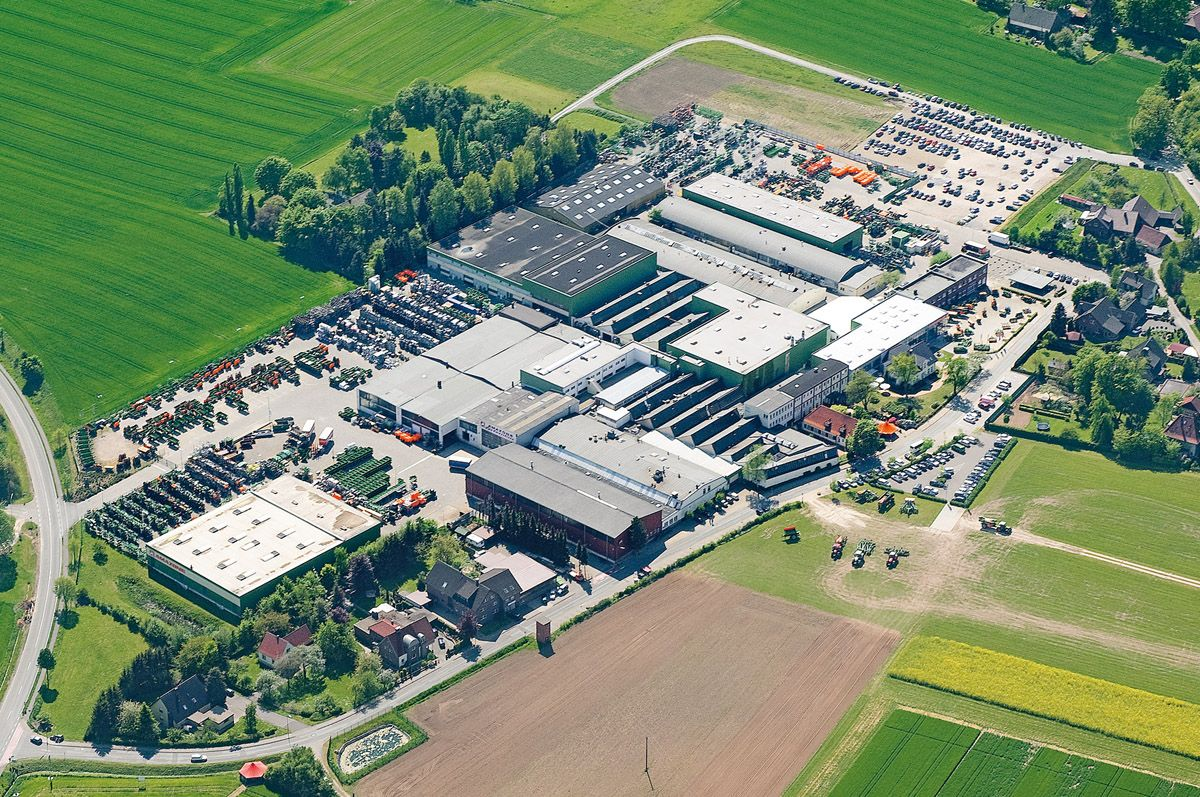
Maison mère Amazone à Hasbergen-Gaste (Allemagne).

Hormis le site de la maison mère à Hasbergen-Gaste, Amazone possède également les unités de production suivantes :
- Hude, près de Oldenbourg, Allemagne ;
- Forbach, (France) – machines pour l’entretien professionnel des espaces verts ;
- Leipzig, Allemagne – anciennement connu sous le nom de BBG – outils de travail du sol ;
- Leeden (près de Tecklenburg), Allemagne - AmazoneTechnologieLeeden - Pantera ;
- Samara, (Russie) - GAG Euro technology Samara.

Amazone dispose de succursales dans cinq villes en Allemagne : Rendsburg, Gottin, Winningen-Mosel, Altheim-Landshut et Gablingen.
Amazone possède six unités de vente en Europe : au Royaume-Uni, en France, en Pologne, en Ukraine, en Hongrie et en Russie.
Les machines agricoles sont vendues en France par Amazone SA à Auneau.
Ce site dispose également d’un centre de formation (Active Center) et d’une surface de démonstrations et d’essais. Amazone y organise régulièrement des séminaires pour les professionnels mais aussi pour les enseignants.

### Gamme de produits
Actuellement, le programme Amazone comporte des outils de travail du sol, des semoirs, des épandeurs d’engrais et des pulvérisateurs disponibles dans diverses configurations. Amazone compte parmi les spécialistes de la production agricole intelligente. 
Seul le site de Forbach en France (Amazone SA Forbach) conçoit, produit, vend et gère le service après-vente des machines professionnelles pour l’entretien des espaces verts, soit des tondeuses autoportées (gamme Profihopper), des tondeuses traînées (gamme Tondobalais), des combinaisons de semis (AlternaSem, EnfouiSem et RotaSem).

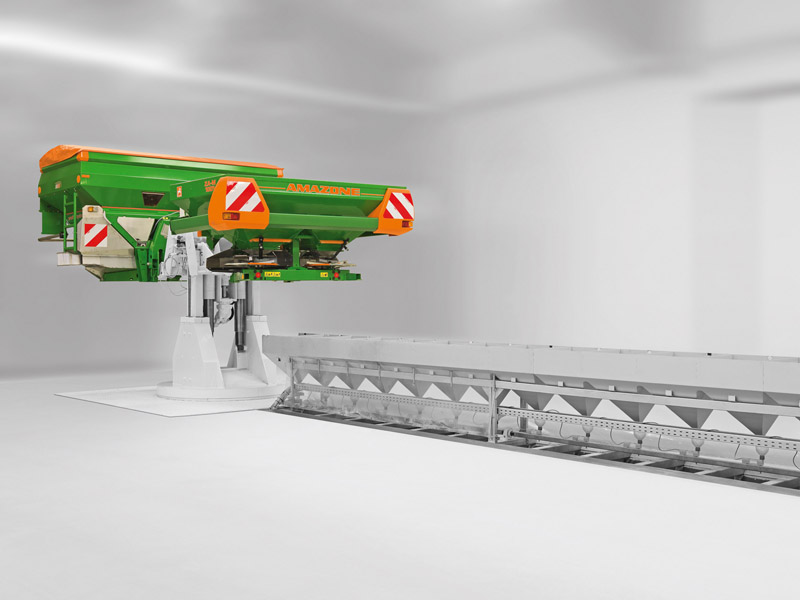
Amazone hall d’essai du ZA-M
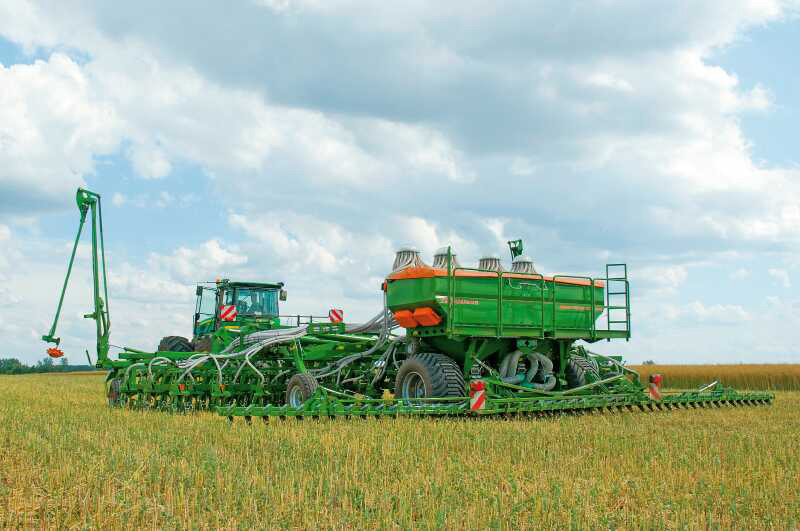
Semoir Amazone DMC Primera 12000
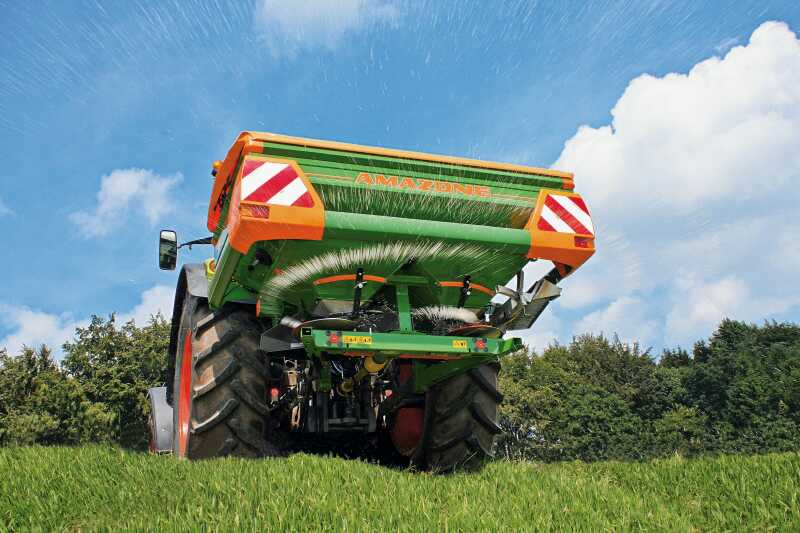
Amazone épandeur d’engrais ZA-M 1001
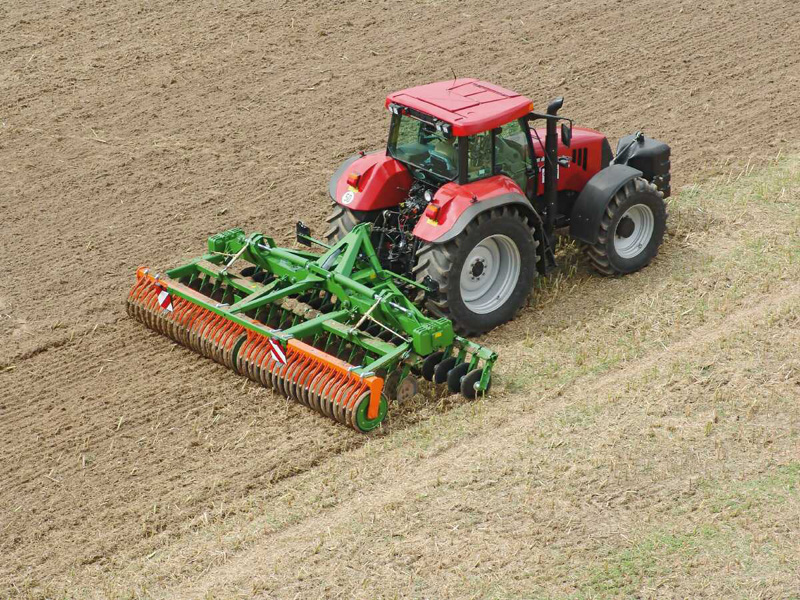
Amazone Catros 5001-2 dans les champs
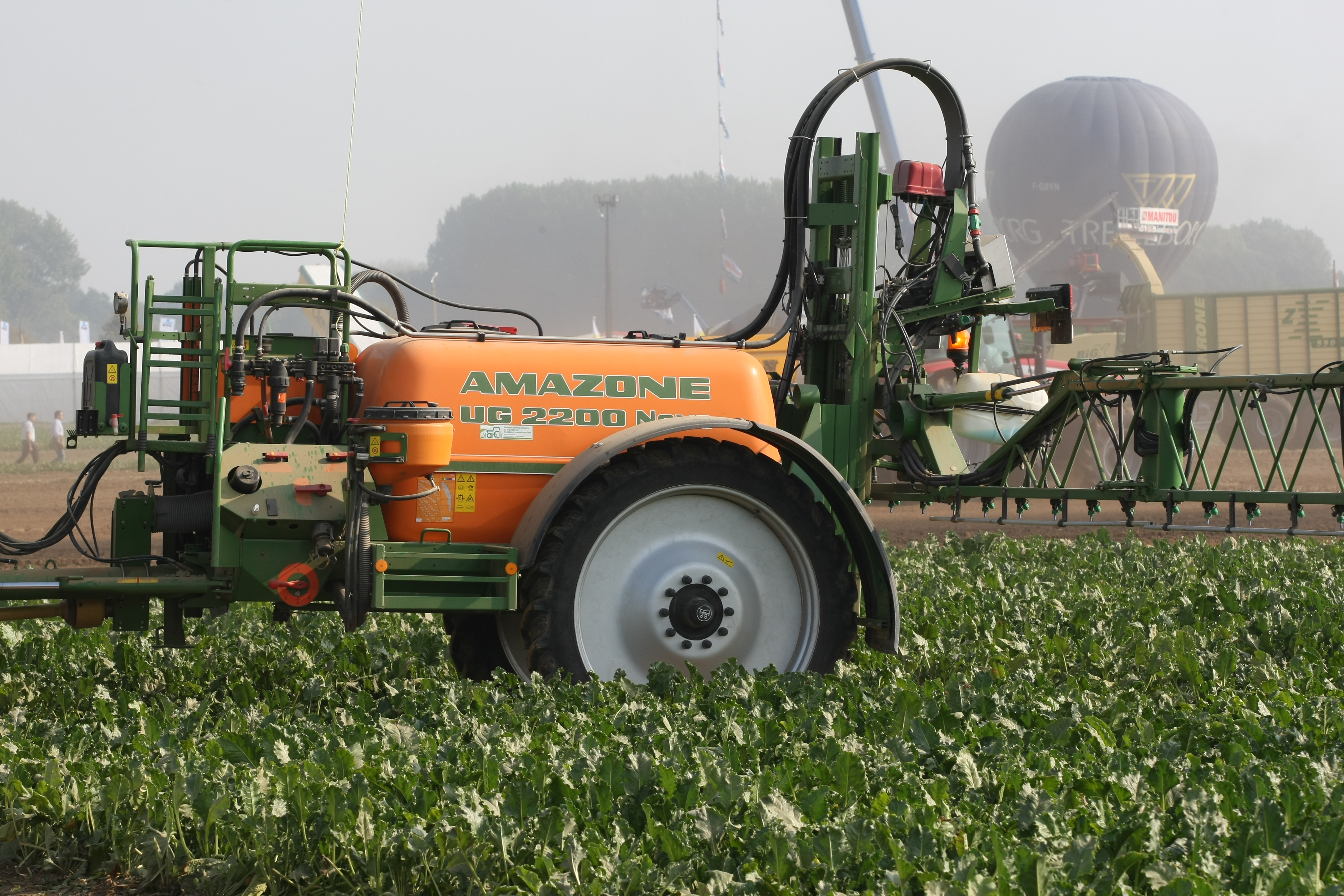
Amazone pulvérisateur UG
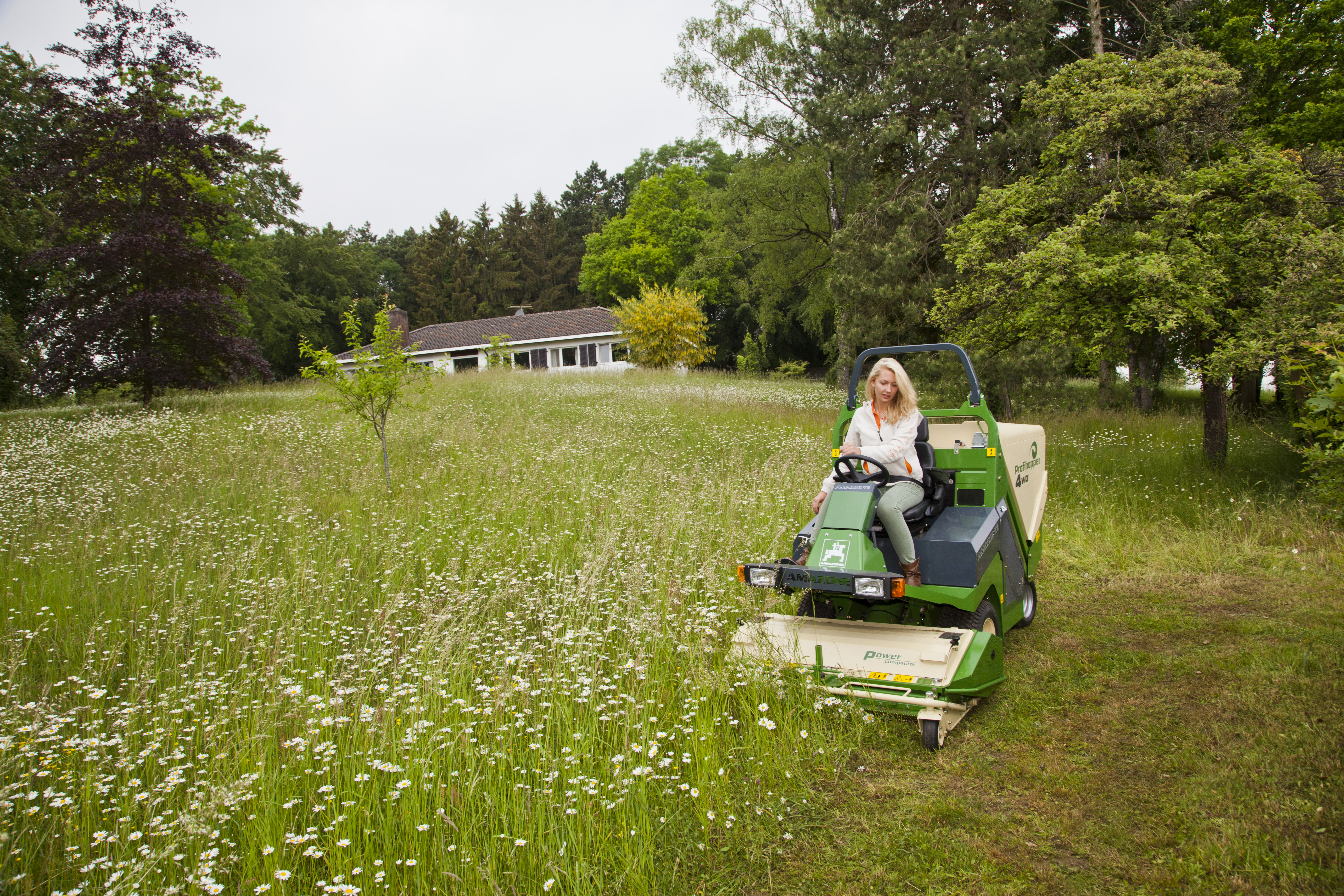
Amazone Profihopper 4WDi